# Planaria

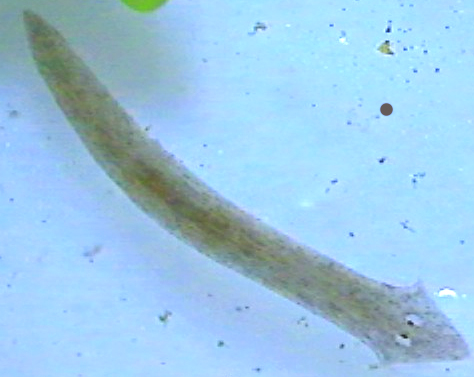
Planaria

Le planarie sono i più noti tra i platelminti che conducono vita libera.
Si tratta di organismi simili a vermi, di pochi centimetri, che vivono nel fondo sabbioso o fangoso degli stagni.
Il loro corpo è appiattito o allungato. Nel capo presentano ocelli molto semplici e una fossetta con recettori per le sostanze chimiche.
L'apparato digerente è ramificato e fornito di un'apertura ventrale, unica, all'estremità di una corta proboscide.
Il sistema nervoso centrale è costituito da due cordoni longitudinali, uniti da collegamenti simili ai pioli di una scala, e da due gangli cefalici.
L'apparato escretore è formato da canalicoli che drenano il liquido intercellulare e da semplici protonefridi che lo filtrano.
L'apparato riproduttore comprende sia testicoli sia ovaie e gonodotti.
In alcune specie la fecondazione avviene mediante una sorta di spina che inietta gli spermatozoi nel corpo della femmina.
Lo strato esterno del corpo è formato da un sacco muscolare ricoperto da un tegumento.
Le planarie hanno una notevole capacità rigenerativa: se se ne taglia una a metà si rigenerano due individui distinti. La planaria è capace di rigenerare più della metà del suo corpo.
Essendo animali molto sensibili agli agenti inquinanti, la presenza di planarie in uno specchio d'acqua è indice di assenza di inquinamento chimico nelle acque stesse.